# Jana Atanasovska
Jana Atanasovska (mazedonisch Јана Атанасовска; * 19. Juli 2006) ist eine nordmazedonische Skirennläuferin. Sie startet hauptsächlich im Slalom sowie vereinzelt im Riesenslalom.

## Karriere
Atanasovska gab ihr internationales Renndebüt am 29. Januar 2022 bei einem Juniorenrennen in Livigno. Ihr erstes internationales Großereignis bestritt sie ein Jahr später beim Europäischen Olympischen Winter-Jugendfestival in Tarvis. Dort schied sie im Slalom aus, für den Super-G und den Riesenslalom war sie zwar gemeldet, trat jedoch nicht an.
Einen Monat später nahm sie erstmals an einer Weltmeisterschaft teil. Bei den Wettkämpfen in Courchevel bzw. Méribel schied sie jedoch ebenfalls im Riesenslalom sowie im Slalom aus.
Abgesehen von internationalen Großereignissen startet sie hauptsächlich bei FIS-Rennen. Am 16. November 2024 gab Atanasovska beim Slalom von Levi ihr Debüt im Weltcup, wobei sie bereits im ersten Durchgang ausschied. Dies war zugleich die erste Teilnahme einer nordmazedonischen Skirennläuferin bei einem Weltcuprennen.

## Erfolge

### Weltmeisterschaften
- Courchevel/Méribel 2023: DNF Riesenslalom, DNF Slalom
- Saalbach 2025: DNF Slalom

### Juniorenweltmeisterschaften
- Tarvis 2025: DNS Riesenslalom

### Europäisches Olympisches Winter-Jugendfestival
- Tarvis 2023: DNF Slalom, DNS Super-G, DNS Riesenslalom

### Weitere Erfolge
- 3 Podestplätze, davon ein Sieg bei FIS-Rennen